# ルートヴィヒ2世 - ある王の栄光と没落
『ルートヴィヒ2世 – ある王の栄光と没落』（Ludwig II. – Glanz und Elend eines Königs）は、1955年の西ドイツ製作の映画である。カラー作品。

## 概要
ルキノ・ヴィスコンティ監督の『ルートヴィヒ』（1973年）に先駆けて、バイエルンの狂王ルートヴィヒ2世の生涯を描いた歴史映画。長らく日本未公開であったが、2007年3月に東京のアテネ・フランセ文化センターで「ヘルムート・コイトナー監督特集」が開催され、ようやく日の目を見ることができた。豪華さ、美しさ、きらびやかさにおいてはヴィスコンティ版に決して引けを取らない。

## スタッフ
- 監督：ヘルムート・コイトナー（ドイツ語版）
- 製作：ヴォルフガング・ラインハルト、コンラート・フォン・モロー
- 脚本：ゲオルク・フルダレク
- 音楽：ハインリヒ・ズーターマイスター
- 撮影監督：ダグラス・スローカム

## キャスト
- O・W・フィッシャー - ルートヴィヒ2世
- ルート・ロイヴェリク - エリザベート
- クラウス・キンスキー - オットー1世
- マリアンネ・コッホ - ゾフィー
- フリードリヒ・ドミン - ビスマルク

## 関連作品
- ルートヴィヒ (1972年の映画) （ルードウィヒ/神々の黄昏）
- ルードウィッヒ1881
- ルートヴィヒ (2012年の映画)